# Severina
Za članek o hrvaški pevki glejte Severina Vučković.
Severina je žensko osebno ime.

## Izvor imena
Ime Severina je ženska oblika moškega osebnega imena Severin.

## Različice imena
Rina, Severa, Severin, Severine, Severinka, 

## Pogostost imena
Po podatkih Statističnega urada Republike Slovenije je bilo na dan 31. decembra 2007 v Sloveniji število ženskih oseb z imenom Severina: 104.

## Osebni praznik
Osebe z imenom Severina lahko godujejo kot osebe z imenom Severin.